# فریدریش ماکسیمیلیان کلینگر
فریدریش ماکسیمیلیان کلینگر (انگلیسی: Friedrich Maximilian Klinger; ۱۷ فوریهٔ ۱۷۵۲ – ۲۵ فوریهٔ ۱۸۳۱) یک نویسنده، و نمایش‌نامه‌نویس اهل آلمان بود.